# BMW F52
BMW F52 är en personbil som biltillverkaren BMW bygger tillsammans med sin kinesiska samriskföretag-partner Brilliance China Auto sedan 2017.
BMW 1-serie Sedan bygger på samma framhjulsdrivna UKL-plattform som 2 serie Active Tourer- och X1-modellerna, till skillnad från den tyska 1-serien. Bilen har sedankaross och säljs endast på den kinesiska marknaden.

## Motor
| Modell | Årsmodell | Motor                    | Cylindervolym | Effekt | Bränslesystem            |
| ------ | --------- | ------------------------ | ------------- | ------ | ------------------------ |
| 118i   | 2017-23   | B38: 3-cyl radmotor DOHC | 1499 cm³      | 136 hk | Direktinsprutning, turbo |
| 120i   | 2017-23   | B48: 4-cyl radmotor DOHC | 1998 cm³      | 192 hk | Direktinsprutning, turbo |
| 125i   | 2017-23   | B48: 4-cyl radmotor DOHC | 1998 cm³      | 231 hk | Direktinsprutning, turbo |